# Araguaína Airport
Araguaína Airport (portugisiska: Aeroporto de Araguaína, franska: Aéroport d'Araguaína) är en flygplats i Brasilien.   Den ligger i kommunen Araguaína och delstaten Tocantins, i den centrala delen av landet, 900 km norr om huvudstaden Brasília. Araguaína Airport ligger 227 meter över havet.
Terrängen runt Araguaína Airport är platt, och sluttar västerut. Närmaste större samhälle är Araguaína, 5,5 km nordost om Araguaína Airport.
Omgivningarna runt Araguaína Airport är huvudsakligen savann. Runt Araguaína Airport är det ganska glesbefolkat, med 31 invånare per kvadratkilometer.